# Wojciech Ziemiański
Wojciech Ziemiański (ur. 12 maja 1953 w Szczecinie) – polski aktor teatralny i filmowy.

## Życiorys
Syn aktora i dyrektora teatrów Władysława Ziemiańskiego. W roku 1977 ukończył studia na Wydziale Sztuki Lalkarskiej Państwowej Wyższej Szkoły Teatralnej im. Ludwika Solskiego w Krakowie − Filia we Wrocławiu. Na scenie zadebiutował w roku 1978 rolą Księcia Filipa w spektaklu Iwona, księżniczka Burgunda w Teatrze im. Cypriana Kamila Norwida w Jeleniej Górze. Na ekranie pojawił się po raz pierwszy w 1998 roku w serialu Życie jak poker. W latach 1987−2017 etatowy aktor Teatru Polskiego we Wrocławiu.

## Odznaczenia
- Srebrny Krzyż Zasługi (5 lipca 2004)[2],
- Srebrny Medal „Zasłużony Kulturze Gloria Artis” (16 grudnia 2010)[3].

## Filmografia
- 1998–1999: Życie jak poker – Gula, wspólnik Byrskiego
- 1999: O rety, moja babcia ma chłopaka – paser
- 1999–2007: Świat według Kiepskich – różne role
- 2000: O czym szumią kierpce – Lolek Kozaczek
- 2002–2003: Gorący temat – poseł
- 2003, 2008: Fala zbrodni – różne role
- 2003: Na dobre i na złe – Andrzej Nowicki
- 2004: O czym są moje oczy – kasjer
- 2004–2005, 2013: Pierwsza miłość – różne role
- 2005: Biuro kryminalne – Waldemar Merkel „Waldi Wielki”
- 2005: Boża podszewka. Część druga – mężczyzna rozmawiający z Gienią
- 2005: Marco P. i złodzieje rowerów – paser
- 2005: Warto kochać – doktor Krzemiński
- 2006: Bezmiar sprawiedliwości – scenograf teatralny
- 2008: Czarny – Józek
- 2008: Teraz i zawsze
- 2008: Związek na odległość – sprawca wypadku
- 2013: Głęboka woda – mężczyzna
- 2018: Lombard. Życie pod zastaw – pan Zbigniew, dziennikarz sportowy

## Role teatralne
W Teatrze im. C.K. Norwida w Jeleniej Górze:
- 1978: Iwona, księżniczka Burgunda – książę Filip
- 1982: Król malowany – Uchol
- 1984: Ślub – Henryk
- 1984: Romans z wodewilu – Literat
- 1985: Hamlet – Horacy
- 1986: Maciej Korbowa i Bellatrix – Maciej Korbowa

W Teatrze im. Jana Kochanowskiego w Opolu:
- 1980: Wesele Figara – Figaro
- 1980: Wieczór Trzech Króli – Valentino
- 1981: Po Hamlecie – Vik

W Teatrze Polskim we Wrocławiu:
- 1988: Śmierć Dantona – Simon
- 1989: Iwanow – Mikołaj Aleksiejewicz Iwanow
- 1990: Burzliwe życie Lejzorka Rojtszwańca – Chasyd; Czekista; Mieszkaniec Homla; Sieriebriakow; Producent Cohn; Uczestnik procesji
- 1990: Biesiada u hrabiny Kotłubaj – Witold
- 1991: Miazga – Pułkownik
- 1991: Próby czyli Septet
- 1992: Pułapka – sprzedawca w sklepie meblowym
- 1993: Pierścień i Róża – Zerwiłebski
- 1994: Romeo i Julia – Grzegorz
- 1994: Villa dei Misteri – Kazimierz Adenauer Mucha
- 1995: Przygody Tomka Sawyera – Prokurator
- 1996: Immanuel Kant – Immanuel Kant
- 1996: Improwizacja wrocławska – Profesor Koryncki
- 1996: Król umiera czyli Ceremonie – Dziennikarz
- 1997: Dama z jednorożcem – Henryk Wendling
- 1998: Nasz człowiek – Iwan Iwanycz Gorodulin
- 1998: Historia PRL według Mrożka – Gość w restauracji; Internowany VI; Jeden z chóru
- 2000: Sen nocy letniej – Elf na służbie Tytanii
- 2001: Kubuś Fatalista i jego Pan – Stary Byk; Komisarz; Sędzia
- 2001: Przypadek Klary – Georg
- 2002: Wesele – Chochoł
- 2003: Azyl – Baron
- 2003: Mizantrop – Alcest
- 2004: Unia bez tajemnic – Simon Prout
- 2004: Bajka o sercu ze strychu – Narrator
- 2005: Mit:Kordian – Mefisto; Papuga; Doktor i inni
- 2005: John Gabriel Borkman – John Gabriel Borkman
- 2006: One – Mikołaj Lwowicz Tuzenbach
- 2007: Juliusz Cezar – Brutus
- 2008: Sprawa Dantona – Saint-Just
- 2008: Lalka – Łęcki

W Teatrze Poniedziałkowym/Teatrze Komedia we Wrocławiu:
- 1997: Kochane pieniążki – Vic Jonson
- 2004: Mayday 2 – John Smith
- 2006: Rodzina Kerwoodów – Downs

We Wrocławskim Teatrze Współczesnym:
- 2006: Transfer! – Sta